# 1986년 FIFA 월드컵 결승전
1986년 FIFA 월드컵 결승전(스페인어: Final de la Copa Mundial de Fútbol de 1986)은 멕시코에서 열린 1986년 FIFA 월드컵의 우승팀을 가리기 위한 경기였다. 경기는 1986년 6월 29일, 멕시코 시의 114,600명의 관중이 웅집한 에스타디오 아스테카에서 열렸다. 경기는 아르헨티나와 서독간의 경기였다. 아르헨티나는 90분 경기 끝에 3-2 승리를 거두었다.

## 경기 요약
호세 루이스 브론이 23분에 아르헨티나의 선제골을 넣어 1-0으로 만들었고, 전반전 종료까지 이 스코어를 유지하였다. 휴식 후, 호르헤 발다노가 아르헨티나의 리드를 두 골차로 늘렸다. 칼-하인츠 루메니게가 74분에 서독의 만회골을 넣은데 이어 80분에는 루디 푈러가 또 골을 넣어 승부를 원점으로 되돌렸다. 비록 디에고 마라도나가 많은 견제를 받았으나, 그는 호르헤 부르차가에게 패스를 성공적으로 연결하였고, 아르헨티나는 부루차가의 골로 다시 3-2 리드를 잡았으며, 스코어는 경기 종료까지 그대로 유지되었고, 아르헨티나는 1978년 이래 8년만에 또다시 월드컵 우승을 거두었다. 이 경기에서 6장의 옐로카드가 제시되었는데, 이는 2010년 FIFA 월드컵 결승전까지 최다 기록으로 남아 있었다.
이 경기에서 패장이 된 서독의 프란츠 베켄바워는 선수와 감독으로써 월드컵 결승전에서 패하는 원치 않은 불명예스러운 기록을 냈다. (베켄바워는 서독 대표로 1966년 결승전에 출전하였다.)

## 경기 상세 정보
| 아르헨티나                           | 3 – 2  | 서독                    |
| ------------------------------------ | ------ | ----------------------- |
| 브론 23′ · 발다노 56′ · 부르차가 84′ | 리포트 | 루메니게 74′ · 푈러 81′ |

| 아르헨티나 | 서독 |

|                   |    |                         |     |     |
|                   |    |                         |     |     |
| GK                | 18 | 네리 품피도             | 85′ |     |
| SW                | 5  | 호세 루이스 브론        |     |     |
| CB                | 9  | 호세 쿠시우포           |     |     |
| CB                | 19 | 오스카르 루헤리         |     |     |
| RWB               | 14 | 리카르도 히우스티       |     |     |
| LWB               | 16 | 훌리오 올라르티코에체아 | 77′ |     |
| DM                | 2  | 세르히오 바티스타       |     |     |
| CM                | 12 | 엑토르 엔리케           | 81′ |     |
| AM                | 7  | 호르헤 부르차가         |     | 90′ |
| SS                | 10 | 디에고 마라도나 (주장)  | 17′ |     |
| CF                | 11 | 호르헤 발다노           |     |     |
| 교체 선수:        |    |                         |     |     |
| MF                | 21 | 마르셀로 트로비아니     |     | 90′ |
| 감독:             |    |                         |     |     |
| 카를로스 빌라르도 |    |                         |     |     |

|                 |    |                           |     |     |
|                 |    |                           |     |     |
| GK              | 1  | 하랄트 슈마허             |     |     |
| SW              | 17 | 디트마어 야콥스           |     |     |
| CB              | 4  | 카를하인츠 푀르슈터       |     |     |
| CB              | 2  | 한스-페터 브리겔          | 62′ |     |
| RWB             | 14 | 토마스 베어톨트           |     |     |
| LWB             | 3  | 안드레아스 브레메         |     |     |
| CM              | 6  | 노버트 에더               |     |     |
| CM              | 8  | 로타어 마테우스           | 21′ |     |
| AM              | 10 | 펠릭스 마가트             |     | 62′ |
| CF              | 11 | 칼-하인츠 루메니게 (주장) |     |     |
| CF              | 19 | 클라우스 알로프스         |     | 46′ |
| 교체 선수:      |    |                           |     |     |
| FW              | 9  | 루디 푈러                 |     | 46′ |
| FW              | 20 | 디터 회네스               |     | 62′ |
| 감독:           |    |                           |     |     |
| 프란츠 베켄바워 |    |                           |     |     |

| 부심: 에리크 프레드릭손 (스웨덴) 베르니 우요아 모레라 (코스타리카) | 경기 규정: - 90분 - 필요시 연장전 30분 - 연장전 후에도 동점시 승부차기 - 5명의 교체 명단, 2명 교체 가능 |

## 경기 후
아르헨티나가 서독(독일)을 상대로 우승한 지 4년이 지난 후, 두 팀은 다음 월드컵 결승전에 재회하였고, 이번에는 서독(독일)이 페널티킥으로 1-0 승리를 거두었다. 이로써 두 팀간 월드컵 결승전에서 두 번 이상 만난 최초의 기록이 세워졌고, 이어서 브라질과 이탈리아가 1970년과 1994년의 월드컵 결승전에 조우하며 이 기록에 동률이 되었다. 그리고 2014년에 이 두 팀은 다시 결승전에서 조우하게 되어 이로서 두 팀간의 월드컵 결승전에서 세 번 이상 만난 최초의 기록이 세워졌다. 이 경기에서는 득점없이 연장 접전까지 가다가 마리오 괴체의 결승골로 독일이 1-0으로 신승하여 우승을 차지하였다.

## 같이 보기
- 아르헨티나의 FIFA 월드컵 성적
- 독일의 FIFA 월드컵 성적